# 命題論
命題論（希臘語：ἀποφαντικός）是古希臘哲學家亞里士多德創造的一種術語，指一種特定類型的陳述性的説明，可判定一個邏輯命題與現象的真假。它同樣被埃德蒙·胡塞爾與馬丁·海德格爾接納并成爲現象學的一部分。德裔美國哲學家赫伯特·馬爾庫塞將其定義爲“判斷的邏輯”。
在亚里士多德的用法當中，希腊语ἀποφαντικὸς λόγος（命题论）的含义是，通过觀察命题本質，可确定一个句子的谓语是否可在逻辑上歸屬于其主语，从而判定该语句的真实性。譬如，逻辑命题可分为语义确定的命题和语义不确定的命题，如 "所有企鹅都是鸟类 "以及 "所有拳击手都是施虐狂"两个命题。在第一个命题当中，主语是企鹅，谓语是鸟类，所有鸟类的集合是一个类别，企鹅作为主语必然属于鸟类（即谓语）。在第二个命题当中，主语是拳击手，谓语是施虐狂。这是一种主观且偶然的聯係，並不一定必然會產生聯係。
在现象学中，马丁·海德格尔认为，按照个人主观的嗜好与欲望的判断（合稱“嗜欲判断”）来获得真理往往是最不可靠且最不客观的，因为這是从与主体关系的原始分析框架中分離出来的判斷方式。然而，在此之前，他的老师埃德蒙·胡塞尔已经在1920年代中期将嗜欲判断的作用集中在他的现象学里的“超验逻辑”当中。
这个概念被亚里士多德称为“jâzim”，或称"真理适当的用法"。